# 邦熱蘇斯 (皮奧伊州)
邦熱蘇斯（葡萄牙語：Bom Jesus）是巴西的城鎮，位於該國東北部，由皮奧伊州負責管轄，始建於1855年12月17日，面積5,469平方公里，海拔高度277米，2013年人口23,826，人口密度每平方公里4.36人。